# 波呂多洛斯 (斯巴達)
波吕多洛斯（Polydorus）：在他和安那克桑德里达斯两位国王在位期间，爆发了第二次美塞尼亚战争。第一次美塞尼亚战争的失败，使美塞尼亚人只得凭险据守，死守海拔八百多米的伊托美山山口。第二次战争爆发时，斯巴达人大军压境。传说此时美塞尼亚准备大量礼物去请求神谕，请求神指引一条生路，得到的指示是必须向冥王祭献一名出生高贵的少女。但人人都心疼自己的女儿，很久都无人愿意。美塞尼亚的英雄人物阿里斯多德穆斯（美塞尼亚）得知后，为了拯救自己的国家当场拔剑刺死了自己的女儿。神奇的是，美塞尼亚军自此士气高涨，击败了斯巴达人。阿里斯托得摩斯被人民推举为国王。但不久，此人想起自己手染女儿的鲜血，很快也自杀了。第二次美塞尼亚战争以斯巴达人的胜利告终，伊托美山被斯巴达占领。